# Lothar Wimmer
Lothar Ferdinand Wimmer (* 19. April 1889 in Wien, Österreich-Ungarn; † 17. Dezember 1966 in Purkersdorf)  war ein österreichischer Botschafter.

## Leben
Lothar Ferdinand Wimmer wurde 1889 als Sohn des späteren k.k. Finanzministers Ferdinand Freiherrn von Wimmer (1860–1919) in Wien geboren.
Er studierte Rechtswissenschaft und trat als religiös denkender Katholik 1912 in den Staatsdienst ein.
1911 absolvierte er ein sechs Monate dauerndes Volontariat bei der Anglo-Austrian Bank.
Von 1929 bis 1933 arbeitete er als Legationsrat an der Gesandtschaft in London. 1937 wurde er für ein Jahr Gesandter in Belgrad im Königreich Jugoslawien. Nach dem Anschluss Österreichs 1938 emigrierte er in die Schweiz.
Von 1946 bis 1950 betätigte er sich als Botschafter in Brüssel.
Er war Mitglied der österreichischen Delegation auf der Pariser Friedenskonferenz 1946.
Von 26. Januar 1950 bis 29. Januar 1952 war er als Gesandter in London tätig.
Vom 30. Januar 1952 bis 26. Februar 1955 war er Ambassador to the Court of St James’s.

## Ehrungen
- 1924: Komtur des Päpstlichen Ritterordens des heiligen Gregors des Großen[3]

## Veröffentlichungen
- Die Ostmark. Österreich-Ungarns Mission in der Weltgeschichte. Zweite, durchgesehene Auflage. Fromme, Wien 1917.
- Expériences et tribulations d’un diplomate autrichien entre deux guerres 1929–1938. (französisch). Baconnière, Neuchâtel 1946.
- Zwischen Ballhausplatz und Downing Street. Fromme, Wien 1958.
- Österreich und Jugoslawien 1937–1938. Bergland-Verlag, Wien 1965.
- Die Weltkrisenjahre 1929–1933. Verlag „Das Bergland-Buch“, Salzburg 1966.